# 아사히 (전함)
아사히(朝日)는 1899년 3월 13일 진수된 일본 제국 해군의 시키시마형 전함 2번함이다. 러일 전쟁, 제1차 세계 대전에서는 주력함으로 참여했고, 중일 전쟁, 태평양 전쟁에서 공작함으로 참여, 40년 이상에 걸쳐 활약했다. 함 명은 모토오리 노리나가의 와카 가사에서 찾아볼 수 있다.
敷島のやまと心を人問はば朝日ににほふ山ざくら花
(시키시마의 야마토 마음을 인간에 묻는 당신은 아침날(아사히)에 니호게 산 벚나무 꽃)
당시 ‘야마토’는 이미 군함 이름으로 사용되고 있었기 때문에, ‘시키시마’에 이어 ‘아사히’(朝日)가 함 이름에 선정되었다고 추측된다.

## 경력

### 전함
1897년 제1,2기 해군 확장 계획에 의해 ‘제2호 철갑함’으로 영국 클라이드뱅크의 존 브라운 사에서 건조되었다. 시운전을 하며, 반환하는 중에 좌초되는 사고가 나서 준공이 예정보다 약 3개월 늦어졌다. 1900년 7월 31일에 준공되어, 인도 당일 영국을 출발하여, 같은 해 10월 23일에 요코스카에 도착했다. 일본 해군은 4척 째의 현대식 전함을 보유하게 되었다.
1904년 러일 전쟁에서 제1함대 제1전대로 여순항 해전, 여순항 포위 작전, 황해 해전, 쓰시마 해전에 참가했다.
제1차 세계 대전에는 1918년에 제3함대 제5전대의 기함으로 블라디보스토크 방면의 경계에 투입되었다. 1921년에는 해방함으로 함종 분류가 변경되었다.

### 연습특무함
1923년에 워싱턴 해군 군축 조약에 의해 연습선으로 보유가 허용되었기 때문에 무장과 장갑을 제거하고 연습특무함이 되었다. 이 무렵 제70호 잠수함(루31), 제43호 잠수함(루25) 등 잠수함 사고가 계속 발생했기 때문에 1925년에 잠수함 구조 설비를 설치했다. 이것은 현측에 브래킷을 설치하고 이를 지점으로 편현에 침몰된 잠수함을 위치시키고, 반대 뱃전에 폐 잠수함을 두고 와이어로 묶어 두레박식으로 비교적 적은 힘으로 침몰 잠수함을 끌어올리는 원리였었다. 아사히는 구레 안에서 잠수함 사고에 대비하고 있었지만, 이후 공작함으로 개조될 때 이 시설은 철거되어 사용할 기회는 더 이상 없었다.
또한 1928년에는 시험용 구레식 1호 사출기를 임시로 장비하여, 일본 해군 최초로 사출 실험을 했다.

### 공작함
1931년 무렵에 간단한 공작 설비를 설치했다. 1937년에는 중일 전쟁이 발발하였고, 중국의 손상함이 증가하며 무조약의 시대에 접어들었기 때문에 구레 해군 조선소에서 특급 공사를 통해 공작함으로 개조하여 8월 15일에 공사를 마쳤다. 다음 날 8월 16일에는 함종 분류를 공작함으로 변경하고 중국으로 진출하여 주로 상하이 방면의 수리 임무에 투입되었다. 곧 아사히의 공작부는 육상으로 옮겨 제1해군 공작부로 개칭하였고, 아사히는 일본으로 돌아와 1940년 11월 15일에서 연합 함대에 부속함이 되었다.
태평양 전쟁이 시작되자 제2함대에 배속되어 캄란 만에 진출하였고, 1942년 2월에 싱가포르가 함락되자 다음 달에는 이곳에 진출하여 공작함 ‘아카시’와 함께 손상된 배를 수리하는 활약을 했다. 같은 해 5월 22일에 자신의 수리와 북방 방면으로 이동을 위해 싱가포르를 출발하여 일본으로 향했다. 그러나 구식에다가 속도가 느린(후쿠이 시즈오에 따르면 당시의 속력은 8노트 정도) 대형함이었기 때문에 적 잠수함의 좋은 표적이 되었다. 5월 25일 자정에 캄란 만 남동쪽에서 미 잠수함 ‘새먼’(USS Salmon, SS-182)으로부터 좌현에 어뢰 2발을 맞았으며, 다음 날 26일 오전 1시경에 뒤집어져 침몰했다. 이때 탑승자 대부분은 구조되었지만, 전사자 수십 명을 냈다.